# Dèjá Vu (álbum de Jeans)
Dèjá Vu es el segundo álbum en directo del grupo musical mexicano Jeans, publicado en noviembre de 2015 a través de la compañía discográfica Sony Music. Fue grabado en un recinto de la colonia Roma, en la Ciudad de México. El álbum marcó el regreso del grupo después de la publicación de El adiós de Jeans en vivo en el año 2008, además de ser el tercer álbum publicado bajo Sony Music.
El álbum incluye canciones inéditas como «Dame, dame» que fue elegido como el primer sencillo. Para su promoción se lanzaron los sencillos «Dame, dame», «Enferma de amor» y «Dime que me amas». Ha sido certificado por la Asociación Mexicana de Productores de Fonogramas y Videogramas (AMPROFON) con disco de oro al sobrepasar los treinta mil ejemplares en México.

## Antecedentes
En 2008, para conmemorar los 12 años del inicio de la agrupación se lanzó el álbum Jeans 12 años de manera independiente, en el que durante la promoción del mismo se dio a conocer la desintegración de la agrupación después de haber mantenido demasiados problemas personales y profesionales que se hicieron públicos desde la salida de Regina Murguía, en el año 2002 y, a la incursión de Paty Sirvent en la música infantil.[cita requerida]
Durante finales del año 2014, Paty Sirvent, Karla Díaz-Leal Arreguín, Melissa López Cendejas y Angie Taddei se reunieron en un restaurante de la Ciudad de México iniciando los rumores de un reencuentro del grupo. Más tarde, Paty Sirvent negó los rumores de una posibilidad de que el grupo fuera a reunirse, o por lo menos bajo el nombre de Jeans, declarando que el nombre era propiedad de su familia y no sería autorizado su uso para un futuro reencuentro entre alguna de las antiguas integrantes.
Pese a todo, Karla, asesorada por su actual mánager y equipo de abogados, negociaron la liberación del nombre Jeans el cual, felizmente se logra y se mantiene con las actuales participantes el nombre Jeans.[cita requerida]

## Desarrollo
Después de un acuerdo entre Karla Diaz y la familia Sirvent, estos cedierón los derechos del uso del nombre, por lo que Diaz durante junio de 2015 confirmó el reencuentro de la agrupación.[cita requerida] El 27 de junio, durante la Marcha del orgullo gay en la Ciudad de México, la agrupación realizó una aparición sorpresa interpretando tres canciones. Dos días después, la agrupación dio una conferencia de prensa anunciando la grabación del álbum y la confirmación de las integrantes, Karla Diaz, Melissa López, Angie Taddei y Regina Murguía.
Después de firmar un contrato con Bobo Producciones y Sony Music, el álbum fue grabado en Sala, un recinto de la colonia Roma, en la Ciudad de México, los asistentes al evento fueron elegidos mediante concursos en la red social oficial del grupo. El 14 de julio, el álbum fue grabado, el cual incluyó participaciones de Agrupación Cariño, Ari Borovoy y Oscar Shwebel, y la antigua integrante Litzy.

## Lista de canciones
| Dèjá Vu |                                                                       |                                                                                      |          |  |
| N.º     | Título                                                                | Escritor(es)                                                                         | Duración |  |
| 1.      | «La Ilusión del primer amor»                                          | Consuelo Arango, Juan Gilart                                                         | 5:00     |  |
| 2.      | «Corazón confidente»                                                  | Alex Sirvent                                                                         | 3:35     |  |
| 3.      | «Ammore»                                                              | Ettore Grenci, Loris Ceroni, Monica Vélez                                            | 3:21     |  |
| 5.      | «Muero por ti»                                                        | Rosangel Aguirre Thomas                                                              | 3:49     |  |
| 6.      | «Pepe» (con Litzy)                                                    | Carlos Lara, Rosangel Aguirre Thomas                                                 | 3:27     |  |
| 7.      | «Tal vez»                                                             | Carlos Lara, Max DiCarlo                                                             | 3:48     |  |
| 8.      | «Lo que queda de mí»                                                  | Mónica Vélez, Jesse Huerta                                                           | 4:14     |  |
| 9.      | «Medley baladas» (A cuentagotas, No Puede Ser, Enamorada, Como Duele) | Consuelo Arango, Juan Gilart, Jorge Ortuño, Alex Sirvent, Mónica Vélez, Loris Ceroni | 6:13     |  |
| 10.     | «Entre azul y buenas noches» (con Agrupación Cariño)                  | Jose Ramón Flores                                                                    | 3:19     |  |
| 11.     | «La Mujer Maravilla»                                                  | Carlos Macías                                                                        | 3:32     |  |
| 12.     | «Dame, dame»                                                          | Jules Ramllano, Raúl Quezada, Elizabeth Fuentes, Carlos Rodríguez, Freddie Lugo      | 3:02     |  |
| 13.     | «Aunque hayas dicho adiós»                                            | Paolo Stefanoni, Pablo Preciado, Ramón Torres                                        | 3:30     |  |
| 14.     | «Dime que me amas»                                                    | José Ramón Flores                                                                    | 3:18     |  |
| 15.     | «Me pongo mis Jeans»                                                  | Víctor Hugo Romero                                                                   | 3:44     |  |
| 16.     | «Sólo vivo para ti (Vivo para Ti)» (con Ari Borovoy y Oscar Shwebel)  | José Ramón Flores                                                                    | 4:30     |  |
| 17.     | «Enferma de amor»                                                     | Consuelo Arango, Juan Gilart                                                         | 5:17     |  |
| 64:46   |                                                                       |                                                                                      |          |  |

## Certificaciones
| País   | Organismo certificador | Certificación | Ventas certificadas | Ref   |
| ------ | ---------------------- | ------------- | ------------------- | ----- |
| México | AMPROFON               | Oro           | 30 000              | [ 7 ] |